# Batalla de La Esclusa
La batalla de La Esclusa, también llamada batalla de Sluys, fue un combate naval librado el 24 de junio de 1340 entre Inglaterra y Francia. Tuvo lugar en la rada del puerto de La Esclusa, en una entrada desde entonces llena de sedimentos entre Zelanda y Flandes Occidental. La flota inglesa de 120-150 barcos fue dirigida por Eduardo III de Inglaterra y la flota francesa de 230 efectivos por el caballero bretón Hugues Quiéret, almirante de Francia, y Nicolas Béhuchet, condestable de Francia. La batalla fue uno de los enfrentamientos iniciales de la guerra de los Cien Años. 
Eduardo navegó desde el río Orwell el 22 de junio y se encontró con los franceses bloqueando su camino hacia el puerto de La Esclusa. Los franceses habían unido sus barcos en tres líneas, en las cuales formaron grandes plataformas de combate flotantes. La flota inglesa dedicó algo de tiempo para maniobrar y aprovechar el viento y la marea. Durante este retraso, los barcos franceses fueron llevados al este de sus posiciones de partida y se enredaron entre sí. Béhuchet y Quiéret ordenaron la separación de los barcos y la flota intentó retroceder hacia el oeste, contra el viento y la marea. Mientras los franceses estaban en este estado desorganizado, los ingleses atacaron. 
Los ingleses pudieron maniobrar contra los franceses y derrotarlos minuciosamente, capturando la mayoría de sus barcos. Los franceses perdieron entre 16 000 y 20 000 hombres. La batalla dio a la flota inglesa la supremacía naval en el canal de la Mancha. Sin embargo, no pudieron aprovechar estratégicamente esto, y su éxito apenas interrumpió las incursiones francesas en los territorios y la navegación inglesa. Desde el punto de vista operativo, la batalla permitió que el ejército inglés aterrizara y luego asediara la ciudad francesa de Tournai, aunque sin éxito.

## Contexto

### Causas de guerra
Desde la conquista normanda de 1066, los monarcas ingleses poseían títulos y tierras dentro de Francia, cuya posesión los convertía en vasallos de los reyes de Francia. Los monarcas franceses buscaron sistemáticamente frenar el crecimiento del poder inglés, despojando tierras a medida que surgía la oportunidad. A lo largo de los siglos, las propiedades inglesas en Francia variaron en tamaño, pero en 1337 solo quedaban Gascuña en el suroeste de Francia y Ponthieu en el norte de Francia. Los gascones de mentalidad independiente tenían sus propias costumbres y su propio idioma. Una gran parte del vino tinto que producían se enviaba a Inglaterra, y proporcionaba al rey inglés gran parte de sus ingresos gracias al impuesto recaudado de este comercio. Los gascones preferían su relación con un rey inglés distante, que los dejaba solos, a una con un rey francés, que interferiría en sus asuntos. Tras una serie de desacuerdos entre Felipe VI de Francia y Eduardo III de Inglaterra, el 24 de mayo de 1337 el gran Concilio de Felipe en París acordó que el Ducado de Aquitania, efectivamente Gascuña, debería ser devuelta a las manos de Felipe sobre la base de que Eduardo había incumplido sus obligaciones como vasallo. Esto marcó el comienzo de la guerra de los Cien Años, que duraría 116 años.

### Armadas opuestas

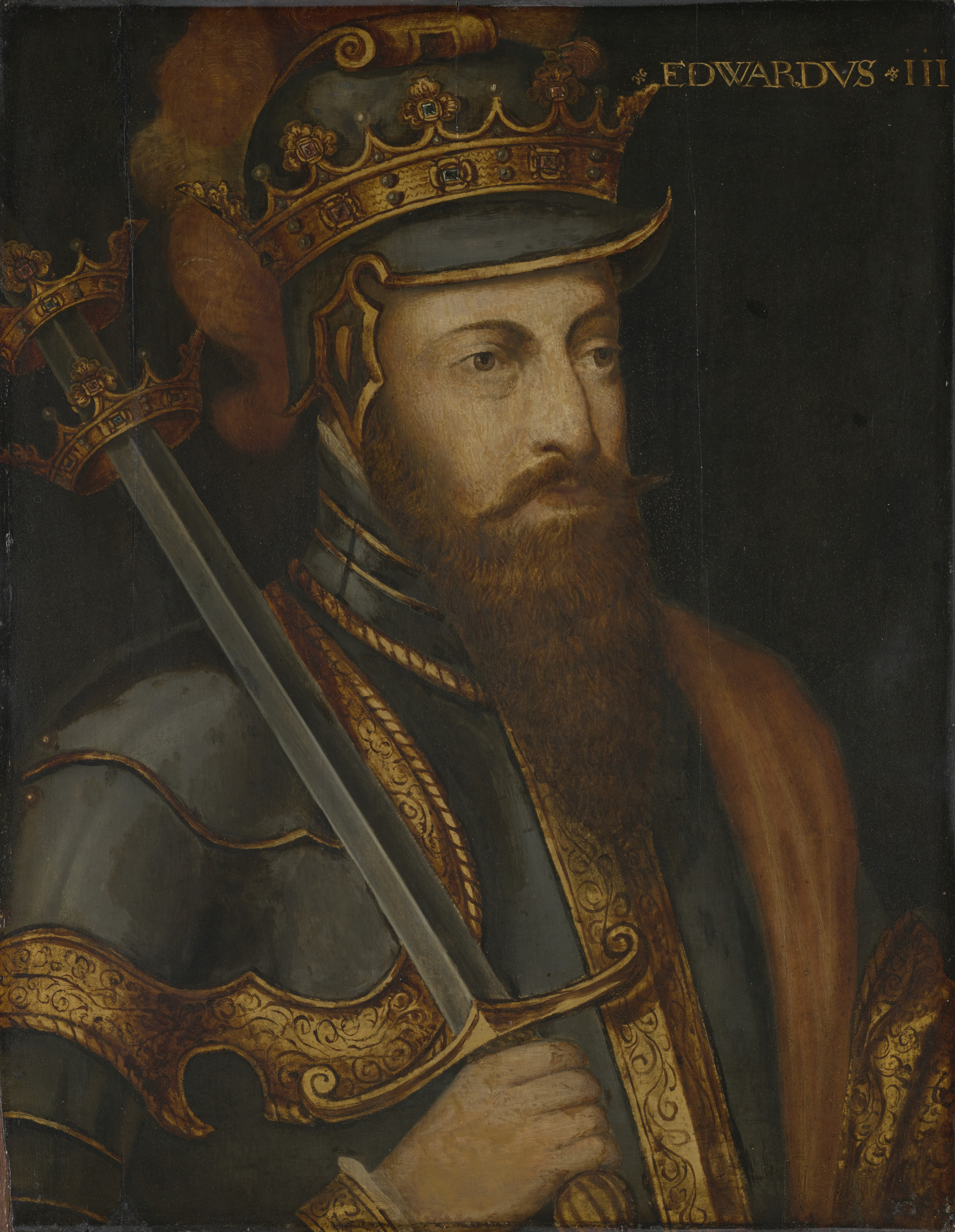
Un retrato de Eduardo III de Inglaterra del.

Al comienzo de la guerra, los franceses tenían ventaja en el mar. Las galeras habían sido utilizadas durante mucho tiempo por las potencias mediterráneas y los franceses las adoptaron para su uso en el canal de la Mancha. Al ser buques de poco calado propulsados por bancos de remos, las galeras podían penetrar puertos poco profundos y eran muy maniobrables, lo que las hacía efectivas para incursiones y combates barco a barco en enfrentamientos de encuentro. Las galeras francesas se complementaron con galeras alquiladas en Génova y Mónaco. Los franceses pudieron interrumpir el transporte comercial inglés, principalmente el vino gascón y el comercio de lana de Flandes, así como asaltar las costas sur y este de Inglaterra a voluntad. La explotación de las galeras era una actividad especializada y requería tripulaciones altamente capacitadas, que normalmente también procedían de Génova, Mónaco y, en menor medida, de otros puertos del Mediterráneo.
Los ingleses no tenían una armada especialmente diseñada; Eduardo poseía solo tres buques de guerra. El rey dependía en la requisición de cocas, los buques mercantes de los comerciantes ingleses. Las cocas tenían un calado profundo, un casco redondo y eran propulsadas por una sola vela grande colocada en un mástil en medio del barco. Fueron convertidas en buques de guerra mediante la adición de «castillos» de madera en la proa y la popa y la construcción de puestos de vigía en el tope del mástil. Las cocas tenían un desplazamiento de 200 a 300 toneladas largas y podían transportar a muchos combatientes. Su alto francobordo los hizo superiores a los barcos de remos en combate cuerpo a cuerpo, particularmente cuando estaban equipados con castillos desde los cuales se podían disparar flechas o saetas o arrojar piedras sobre las naves enemigas de al lado. Según el derecho consuetudinario inglés, la corona estaba obligada a compensar a los propietarios de los barcos que entraban en servicio, pero en la práctica, el rey pagaba poco y con retraso, lo que provocaba que los armadores se mostraran reacios a responder a las convocatorias de proporcionar armas.

### Actividades anteriores
En marzo de 1338, la ciudad inglesa de Portsmouth fue capturada y arrasada por galeras francesas. Cinco barcos ingleses que transportaban lana fueron capturados frente a Walcheren en septiembre después de una feroz lucha conocida como la batalla de Arnemuiden. Los barcos perdidos incluían dos de los tres barcos de guerra de Eduardo: el Christopher y la «gran coca» Cog Edward. En octubre, el principal puerto de Southampton fue capturado e incendiado. Al año siguiente le tocó el turno a Hastings.
En 1339, hubo descontento entre los mercenarios genoveses contratados por los franceses, cuyo comandante no les estaba pagando. Creyendo que la culpa era de sus pagadores franceses, una delegación buscó una audiencia con el rey francés en agosto. La diputación fue encarcelada, lo que provocó que las tripulaciones genovesas se amotinaran y volvieran al Mediterráneo. Cuando los marineros amotinados regresaron a Génova, lideraron un levantamiento que derrocó a los patricios gobernantes. El nuevo régimen no estaba dispuesto a celebrar nuevos contratos con los franceses. Cuando varios capitanes de barco fueron persuadidos de hacerlo, agentes ingleses los sobornaron para que se renegaran. En enero de 1340, los ingleses asaltaron con éxito el puerto de Boulogne, donde la mayor parte de la flota de galeras francesa se encontraba en la playa del puerto y no estaba adecuadamente vigilada. Aprovechando una neblina, los ingleses sorprendieron a los franceses y destruyeron 18 galeras, otros 24 barcos, grandes existencias de equipo naval y gran parte del distrito portuario antes de ser expulsados. Los franceses se quedaron con solo 6 galeras, que complementaron con 22 barcazas de remos.
La pérdida de sus galeras redujo la amenaza que representaban los franceses para la costa sur inglesa y liberó a los barcos ingleses para operaciones ofensivas. Durante el invierno y la primavera de 1340, los puertos franceses de Dieppe, Le Treport y Mers fueron atacados con éxito. Los franceses recurrieron a requisar barcos ingleses mercantes. Felipe ordenó la recolección de 200 barcos, en su mayoría normandos, en un «Gran Ejército del Mar». Los documentos franceses contemporáneos registran el tamaño de la flota como 202 buques: 6 galeras, 7 buques de guerra reales, 22 barcazas a remo y 167 buques mercantes. El complemento de la tripulación fue de más de 19 000, pero solo incluyeron 150 hombres de armas y 500 ballesteros. Fue comandado por el caballero bretón Hugues Quiéret, el almirante de Francia, y Nicolas Béhuchet, el gran condestable de Francia, la figura principal de la jerarquía militar francesa. Las 6 galeras estaban al mando de Pietro Barbavera, que había aprendido su oficio en el Mediterráneo como corsario.
Aunque Gascuña fue la causa de la guerra, Eduardo pudo ahorrar pocos recursos para ella y decidió hacer campaña con su fuerza principal en el noreste de Francia en 1340. Deseaba desembarcar su ejército y vincularse con sus aliados continentales: varios estados del Sacro Imperio Romano Germánico; y los flamencos, que se rebelaron contra Francia durante el invierno y lanzaron una ofensiva en abril, que fracasó. Una ofensiva francesa contra estas fuerzas comenzó el 18 de mayo, encontrándose con distintas fortunas; los aliados de Eduardo, superados en número, estaban desesperados para que el ejército inglés los reforzara.

## Preludio

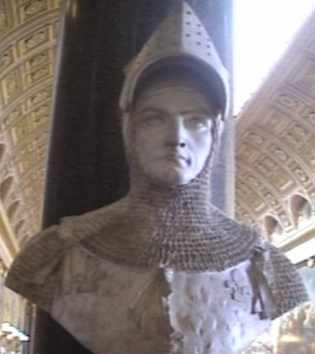
Hugues Quiéret, almirante de Francia, que fue decapitado por los ingleses después de la batalla, mostrado aquí en una representación del.

Eduardo había planeado enviar su ejército a La Esclusa, en la Zelanda flamenca, a mediados de abril, pero la mayoría de los comerciantes ingleses, conscientes de que era poco probable que recibieran los pagos a los que tenían derecho, se negaban a ir. En muchos casos probablemente estaban sobornando a funcionarios para que hicieran la vista gorda. La fecha de salida se pospuso repetidamente. El 4 de junio, la Corte del Rey decidió zarpar con los barcos que tenían, aunque solo podían transportar 600 hombres de armas. El 10 de junio, la corte recibió con consternación la noticia de que el Gran Ejército del Mar había llegado a La Esclusa, el principal puerto de Flandes, el día 8. Quiéret y Béhuchet cortaron las comunicaciones inglesas con el continente. Mientras bloqueaban la rada otros 11 barcos los reforzaron, lo que elevó la fuerza total francesa a 213 barcos. Todo el estuario de Zwin se ha llenado de sedimentos desde la batalla, y la moderna Esclusa está a 8 km del mar.
Tuvo lugar una enconada reunión del Consejo, uno de los asesores principales, John de Stratford, arzobispo de Canterbury, insistió en que hacerse a la mar correría el riesgo de perder al rey y que toda la expedición debería cancelarse, pero no le hicieron caso y salió furioso del consejo. Los hombres a cargo de la organización de las embarcaciones fueron abusados personalmente por el rey después de que apoyaran la opinión de Stratford. Con furia, Eduardo declaró: «Los que tengan miedo pueden quedarse en casa». Se emitió una serie de instrucciones: las defensas costeras fueron desmanteladas y se enviaron órdenes perentorias a los oficiales reales para que no aceptaran excusas de los marineros tardíos. Eduardo arengó personalmente a los navieros de Yarmouth, el puerto más grande de Inglaterra. Mientras tanto, los caballos que ya habían sido cargados fueron descargados y los antiguos transportes se convirtieron rápidamente en barcos de guerra al agregarles castillos de proa, castillos de popa y puestos de vigía. En una hazaña que el historiador moderno Jonathan Sumption describe como «verdaderamente notable», el 20 de junio se había reunido una flota considerable en el Orwell. Los registros de nómina de la flota inglesa se han perdido, por lo que los historiadores se han basado en las estimaciones de los cronistas para determinar el tamaño de la flota. De los barcos que navegaron con él, 66 han sido identificados por su nombre y se cree que totalizaron entre 120 y 150 barcos, cada uno llevaba 1300 hombres de armas y 1000 arqueros largos. Los lugartenientes de Eduardo eran los Condes de Northampton y Huntingdon. La flota zarpó temprano el 22 de junio de 1340 y estaba a la vista de la rada en La Esclusa por la tarde del día siguiente. Eduardo ancló en Blankenberge y por la noche envió a tierra a Reginald de Cobham, Sir John Chandos y Stephen Lambkin para reconocer la flota francesa.
Las intenciones de Eduardo eran bien conocidas; deseaba navegar por el Zwin hasta Brujas y desembarcar su ejército para apoyar a sus aliados en apuros. Cuando los ingleses fueron avistados, los franceses maniobraron para bloquear el camino de Eduardo hacia el puerto de La Esclusa. Su flota se organizó en tres líneas, una detrás de la otra, cada una de las cuales se extendía a lo largo del estuario de Zwin de 5 km de ancho. Los barcos de cada línea estaban atados con cadenas y cuerdas para evitar el paso de barcos enemigos, «como una línea de castillos». Varios barcos grandes estaban estacionados al frente de la línea, incluido el gran premio inglés capturado, el Christopher. Esta era una táctica medieval normal para una flota que luchaba a la defensiva. Barbavera, el experimentado comandante de las galeras, estaba preocupado por esto, al darse cuenta de que carecerían de maniobrabilidad en su fondeadero y estarían abiertos al ataque de los arqueros ingleses basados en barcos. Aconsejó a los comandantes franceses que se hicieran a la mar y obtuvieran una posición ventajosa en relación con la de los veleros enemigos, para poder atacar a los ingleses mientras desembarcaban, o disuadirlos con la amenaza de un ataque. Béhuchet, quien como agente ejercía el mando general, sabía poco de las operaciones navales. Veía a Barbavera como un simple plebeyo y casi pirata, y deseando no correr riesgos de que los ingleses pasaran, insistió en mantener una posición bloqueando la entrada.

## Batalla

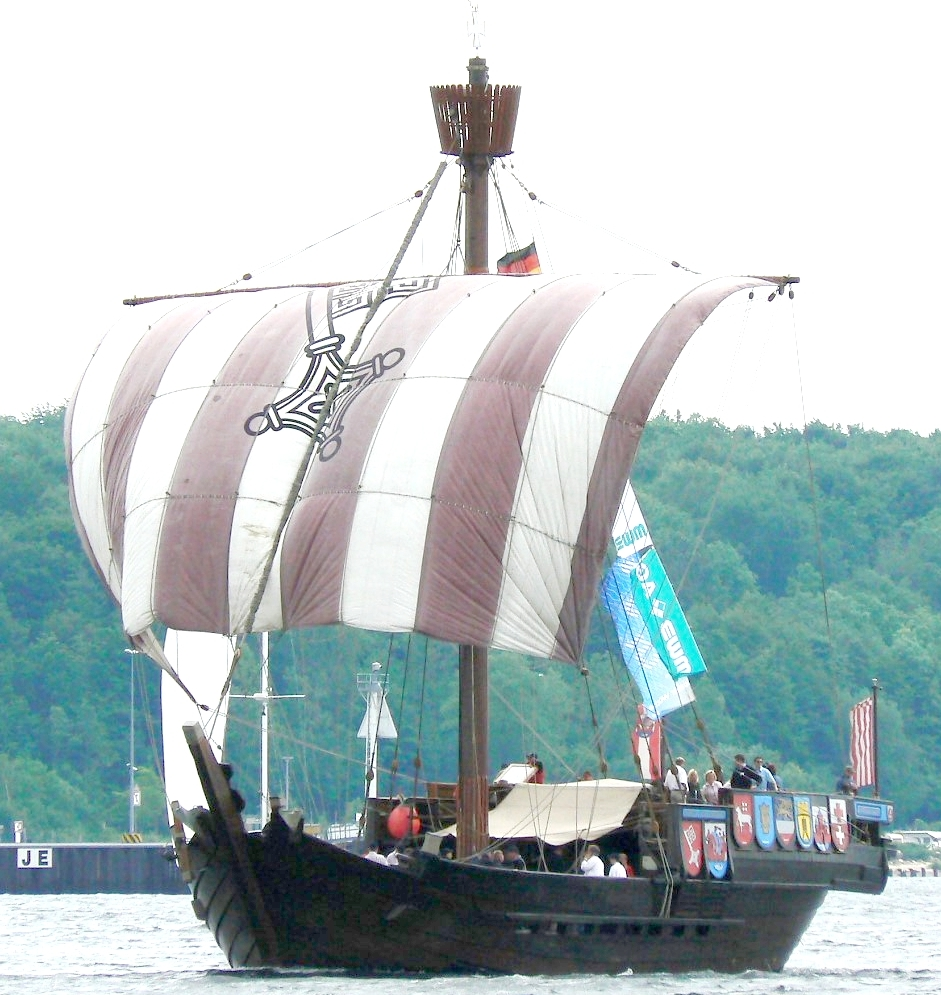
En 1962, cerca de Bremen, Alemania, se encontró un naufragio bien conservado de una coca que data de 1380. Esta es una reproducción a tamaño completo. Los buques mercantes como estos, rápidamente convertidos en buques de guerra improvisados, formaron la mayor parte de los barcos de ambos lados.

Cobham informó a última hora de la noche sobre el estado de la flota francesa. Eduardo entró en la rada con la marea alta al día siguiente, 24 de junio, maniobrando para poder atacar con la ventaja del viento y la marea y con el sol detrás. La opinión tradicional es que el ataque ocurrió a las 15:00. Después de casi un día unidos por cadenas y cuerdas, y con el viento y la lluvia yendo en su contra, los barcos franceses fueron empujados hacia el este de sus posiciones de partida y se enredaron entre sí. Béhuchet y Quiéret ordenaron la separación de los barcos, aunque al final resultó difícil, y la flota intentó retroceder hacia el oeste, contra el viento y la marea. En este estado desorganizado se pusieron en contacto con los ingleses.
Eduardo envió sus barcos contra la flota francesa en unidades de tres, dos barcos que llevaban arqueros flanqueando a uno con hombres de armas. Los barcos ingleses con los arqueros se acercarían a un barco francés y lanzarían flechas a una velocidad de más de diez por minuto desde cada arquero hacia sus cubiertas; los hombres de armas abordarían y tomarían el barco. Los historiadores modernos Jonathan Sumption y Robert Hardy afirman por separado que los arqueros ingleses, con sus arcos largos, tenían una cadencia de tiro dos o tres veces mayor que los ballesteros franceses y los superaron significativamente: Hardy reconoce que los arcos largos tenían un alcance efectivo de 270 metros en comparación con los 180 metros de las ballestas.

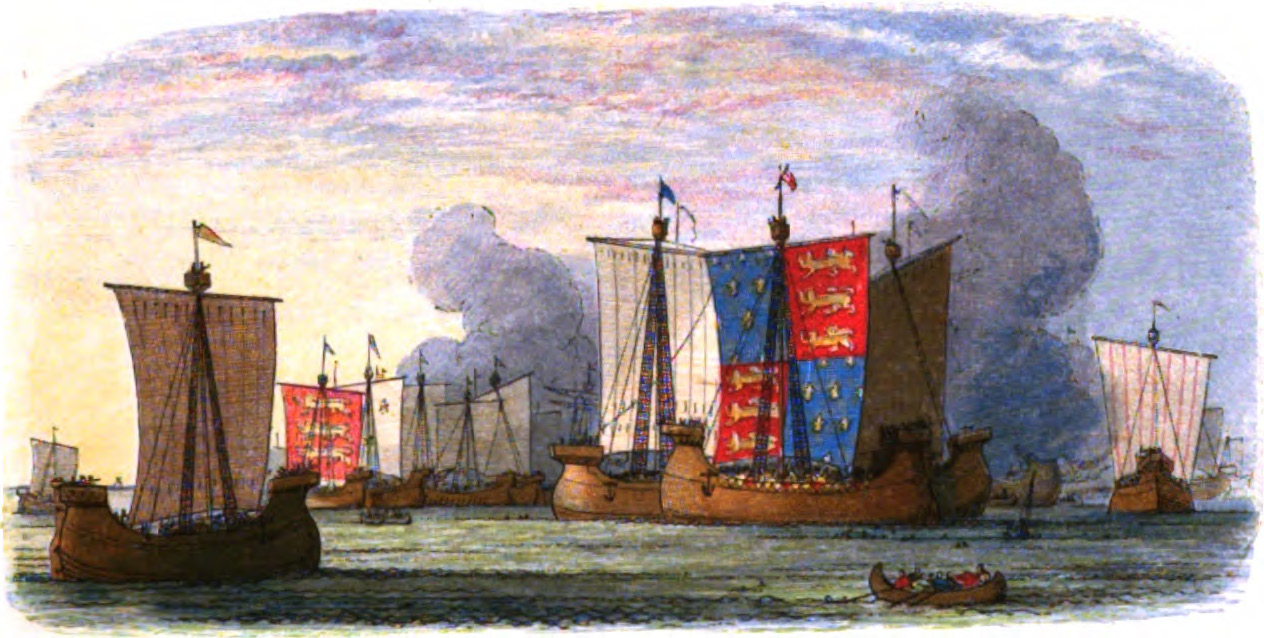
Batalla de Sluys. James William Edmund Doyle (1864)

La batalla se asemeja a un enfrentamiento terrestre en el mar. Dos barcos opuestos serían amarrados juntos y los hombres de armas se involucrarían en la lucha cuerpo a cuerpo mientras las tropas de apoyo disparaban flechas o pernos. A medida que avanzaba la batalla, la táctica de Béhuchet de encadenar sus barcos resultó desastrosa para los franceses, ya que permitió a los ingleses atacar barcos individuales o pequeños grupos de barcos con una fuerza abrumadora mientras que el resto de los franceses estaban inmovilizados. El mayor número de hombres de combate en los barcos ingleses, especialmente arqueros, también contó. Un arquero de Londres informó que las flechas inglesas eran «como granizo en invierno». Muchos barcos franceses fueron abordados y capturados después de feroces combates. Barbavera se negó a atar sus galeras altamente maniobrables con los barcos franceses y lograron abordar y capturar dos barcos ingleses. Varias mujeres nobles inglesas murieron cuando su barco fue abordado o hundido. Cuando quedó claro que la batalla iba por el camino de los ingleses, sus aliados flamencos salieron de los puertos cercanos y cayeron sobre la retaguardia francesa. En una carta a su hijo, Eduardo dijo que los franceses «hicieron una defensa muy noble durante el día y la noche siguiente».
A altas horas de la noche, la retaguardia francesa intentó escapar. Aparte de las galeras, sólo otros 17 barcos franceses escaparon. Los ingleses capturaron 166 buques mercantes franceses. Los 24 barcos restantes de la flota francesa se hundiron o se quemaron. Hubo pocos prisioneros, si es que hubo alguno, y el agua estaba espesa de sangre y cadáveres. Las pérdidas francesas fueron de entre 16 000 a 20 000 muertes, una alta proporción de estos por ahogamiento. Los dos comandantes franceses fueron capturados y Béhuchet fue colgado del mástil de su propio barco, mientras que Quiéret fue decapitado, en venganza por la masacre que habían supervisado en Arnemuiden dos años antes y por sus incursiones en la costa inglesa. Los franceses que lograron nadar hasta la orilla fueron asesinados a palos por espectadores flamencos. Sólo murieron cuatro caballeros ingleses, junto con un mayor número de otros combatientes ingleses; cronistas de la época estimaron entre 400 y 600. Los ingleses bromearon diciendo que si los peces en el puerto de La Esclusa podían hablar, sería en francés, del festín de cuerpos franceses en los que habían cenado. Durante días, las mareas arrastraron cuerpos. Eduardo fue herido en el muslo por una flecha o un virote. Sumption resume: «Los franceses sufrieron una catástrofe naval en una escala sin igual hasta los tiempos modernos».

## Consecuencias

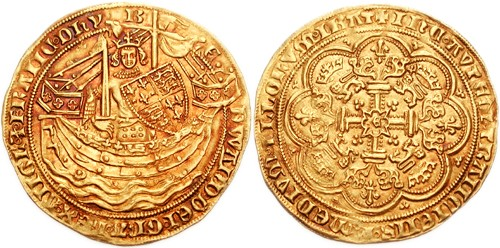
Un noble de oro de 1354,
el anverso muestra a Eduardo sentado en un barco, en conmemoración a la batalla.

Tácticamente, la batalla le permitió a Eduardo desembarcar su ejército, que pasó a asediar Tournai, una ciudad de Flandes leal a Felipe VI, aunque la campaña terminó en un fracaso. A raíz de la invasión, los ingleses causaron temor a los franceses que terminaron enviando tropas a sus distritos costeros. Felipe ordenó arrestar a Barbavera por deserción. Estratégicamente, la victoria tuvo poco efecto, aunque le dio a la flota inglesa la supremacía naval temporal en el canal de la Mancha, pero Felipe tenía mayores recursos que Eduardo y pudo reconstruir rápidamente la armada francesa alrededor de los barcos que habían escapado y los que no estaban involucrados en la batalla, hasta el punto de que un mes un escuadrón francés, al mando de su nuevo almirante Robert de Houdetot, capturó a 30 mercantes de un convoy de lana inglés y arrojó a los tripulantes por la borda. Los barcos franceses continuaron capturando mercantes ingleses en el mar del Norte y enviando hombres y municiones a sus aliados, los escoceses. Sin embargo, el historiador naval Graham Cushway dice que la pérdida de marineros devastó económicamente el comercio marítimo de Normandía y Picardía. Una casa de beneficencia se estableció en Leure —cerca de Harfleur— para cuidar a los supervivientes heridos tan gravemente como para incapacitarlos para trabajar como marineros.
Las comunidades costeras inglesas se regocijaron de la victoria y el alivio de las incursiones francesas que supusieron iba a traer, pero estaban equivocados y más tarde, en ese mismo año, los franceses asaltaron la isla de Wight, Portland, Teignmouth, Plymouth y las islas del Canal. Los ingleses tomaron represalias en septiembre asaltando Brest y capturando muchos barcos, incluidos seis mercantes genoveses completamente cargados. En 1341, escuadrones franceses, castellanos y portugueses interceptaron con éxito las comunicaciones inglesas con Gascuña. Eduardo hizo algunos esfuerzos para remover a algunos de sus funcionarios más corruptos y revocó algunos privilegios de algunos de los puertos que no habían abastecido a los barcos.
La batalla se conmemoró más tarde en el noble de oro de Eduardo, que representaba al rey sentado en un barco con una inscripción que decía: IHC TRANSIENS PER MEDIUM ILLORUM IBAT «Jesús, pasando en medio de ellos, siguió su camino», una antífona basada en el Evangelio de Lucas, un texto que se pedía comúnmente en ese momento para la protección contra el daño en la batalla.